# Camille Flers

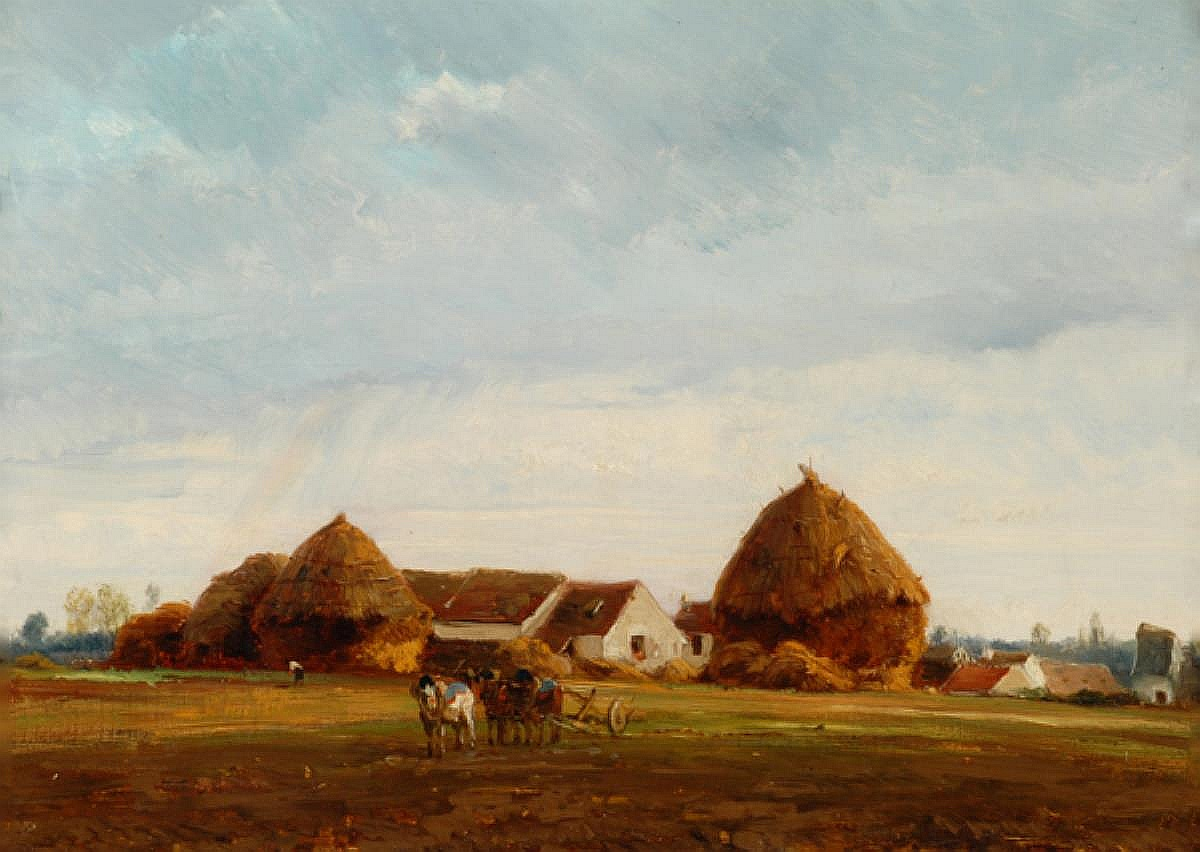
Landschaft bei Annet-sur-Marne

Camille Flers (* 15. Februar 1802 in Paris; † 27. Juni 1868 in Annet-sur-Marne) war ein französischer Maler und Zeichner, Schauspieler und Tänzer.

## Leben und Werke
Flers war der Sohn von Jean Charles Flers, Direktor der Porzellanmanufaktur Nast in Paris, und seiner Ehefrau Marie Thérèse Bloufflerd, die aus Annet-sur-Marne stammten. Er sammelte erste künstlerische Erfahrungen im Atelier des Porzellandekorateurs Demarcy. Seine weitere Ausbildung sollte er bei dem Theatermaler Cicéri erhalten. Flers beschloss aber, Schauspieler zu werden, und ging im Jahr 1821 nach Brasilien. Dort wurde er nach einigen anderen Versuchen, Geld zu verdienen, am kaiserlichen Theater in Rio de Janeiro Tänzer.
Später kehrte er nach Frankreich zurück und heiratete am 11. November 1826 Louise Adèle Clauss, eine Tochter des Porzellanfabrikanten Jean Marx Clauss und seiner Ehefrau Odille Seeger.
Nach Paris zurückgekehrt, nahm er sein Studium bei Joseph François Pâris wieder auf. Danach zog er nach Belleville. Er war einer der frühen Plein-air-Maler und schuf realistische Landschaftsbilder. Flers bildete nun seinerseits Schüler aus. 1831 trat Louis Cabat in sein Atelier ein. Im selben Jahr stellte Flers zum ersten Mal im Salon aus. Sein Bild Cascade de Pissevache fand Anklang, und bis 1863 beteiligte er sich regelmäßig an weiteren Ausstellungen im Salon. Am 11. September 1849 wurde er mit dem Ritterkreuz der Ehrenlegion ausgezeichnet.
In seinen späteren Jahren malte Flers, der als einer der Erneuerer der französischen Landschaftsmalerei seiner Generation gilt, vor allem in der Umgebung von Aumale in der Normandie, außerdem an Seine und Marne und in der Gegend von Fontainebleau.
Bilder von seiner Hand gelangten in den Louvre sowie in Museen in Le Puy, Chalon-sur-Saône, Orléans, Béziers und ins Musée Wicar in Lille.
Zur Nutzung der Pastellmalerei bei Landschaftsdarstellungen veröffentlichte er 1846 einen Aufsatz mit dem Titel Du Pastel, de son application au paysage en particulier in der Zeitschrift La Revue de Paris.
Flers wurde auf dem Friedhof Père-Lachaise beigesetzt.